# Psygmatocerus wagleri
Psygmatocerus wagleri is een keversoort uit de familie boktorren (Cerambycidae). De wetenschappelijke naam van de soort is voor het eerst geldig gepubliceerd in 1828 door Perty.